# 지하정
지하정(地下情: Love Unto Wastes)은 홍콩에서 제작된 관금붕 감독의 1986년 영화이다. 양조위 등이 주연으로 출연하였다.

## 출연

### 주연
- 양조위
- 원비샤

### 조연
- 채천
- 금연령
- 채금
- 주윤발